# Trithemis morrisoni
Trithemis morrisoni is een libellensoort uit de familie van de korenbouten (Libellulidae), onderorde echte libellen (Anisoptera).
De wetenschappelijke naam Trithemis morrisoni is voor het eerst geldig gepubliceerd in 2009 door Damm & Hadrys.